# Vlaams Parlement (samenstelling 2009-2014)

Vlaamse verkiezingen

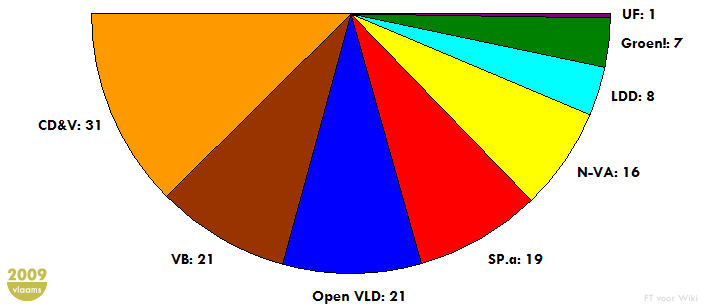
Inaugurale zetelverdeling van het Vlaams Parlement in 2009

De samenstelling van het Vlaams Parlement voor de legislatuurperiode 2009-2014 is als volgt.
Tijdens deze legislatuur, die volgde uit de verkiezingen van 7 juni 2009, was de regering-Peeters II in functie, die steunde op een meerderheid van CD&V, sp.a en N-VA. De oppositiepartijen waren dus het Vlaams Belang, Open Vld, LDD en Groen! (plus één Franstalige verkozene). De legislatuur ging op 30 juni 2009 van start en eindigde op 25 april 2014.

## Samenstelling
| Begin legislatuur (2009) | Begin legislatuur (2009) | Begin legislatuur (2009) | Einde legislatuur (2014) | Einde legislatuur (2014) | Einde legislatuur (2014) |
| Fractie                  | Fractie                  | Zetels                   | Fractie                  | Fractie                  | Zetels                   |
| ------------------------ | ------------------------ | ------------------------ | ------------------------ | ------------------------ | ------------------------ |
|                          | CD&V                     | 31                       |                          | CD&V                     | 31                       |
|                          | Vlaams Belang            | 21                       |                          | Open Vld                 | 22                       |
|                          | Open Vld                 | 21                       |                          | sp.a                     | 19                       |
|                          | sp.a                     | 19                       |                          | N-VA                     | 18                       |
|                          | N-VA                     | 16                       |                          | Vlaams Belang            | 17                       |
|                          | LDD                      | 8                        |                          | Groen                    | 7                        |
|                          | Groen!                   | 7                        |                          | LDD                      | 6                        |
|                          | UF                       | 1                        |                          | Onafhankelijk            | 3                        |
|                          |                          |                          |                          | UF                       | 1                        |

Wijzigingen in fractiesamenstelling:
- In 2010 verlaat Marc Vanden Bussche de LDD-fractie en stapt hij over naar de Open Vld-fractie.
- In 2010 verlaat Karim Van Overmeire de Vlaams Belang-fractie. Hij zetelt vanaf dan als onafhankelijke, waarna hij in 2011 overstapt naar de N-VA fractie.
- In 2011 verlaat Erik Arckens de Vlaams Belang-fractie. Hij zetelt vanaf dan als onafhankelijke.
- In 2012 verlaat Gerda Van Steenberge de Vlaams Belang-fractie. Ze zetelt vanaf dan als onafhankelijke.
- In 2013 verlaat Annick De Ridder de Open Vld-fractie, waarna ze overstapt naar de N-VA-fractie.
- In 2014 verlaat Linda Vissers de Vlaams Belang-fractie. Ze zetelt vanaf dan als onafhankelijke.
- In 2014 verlaat Lode Vereeck de LDD-fractie, waarna hij overstapt naar de Open Vld-fractie.

## Personele bezetting
Op 30 juni 2009 traden de 124 direct verkozen leden van het Vlaams parlement in functie. Van de oorspronkelijke verkozenen waren 74 mannen en 50 vrouwen. 46 verkozenen hieronder waren nieuwkomers en hadden nog nooit zitting gehad in het Vlaams parlement. Vijf verkozenen hadden een allochtone achtergrond.
Diezelfde dag besloten 13 verkozenen hun mandaat niet op te nemen. Hiervan hadden 11 verkozenen reeds een mandaat in een andere wetgevende vergadering en hadden 2 verkozenen reeds een mandaat in een uitvoerend orgaan. Verder waren 2 verkozen verhinderd, Yves Leterme en Brigitte Grouwels. Zij worden vervangen door 13 opvolgers, die samen met 109 directe verkozenen de eed afleggen. De 2 afwezigen zouden op een later tijdstip de eed afleggen maar lieten op 13 juli weten aan het ambt te verzaken. Ze werden vervangen door hun opvolgers.

## Lijst van de volksvertegenwoordigers
| Volksvertegenwoordiger       | Fractie       | Kieskring       | Opmerkingen |
| ---------------------------- | ------------- | --------------- | --- |
| Caroline Bastiaens           | CD&V          | Antwerpen       | Vervangt vanaf 5 december 2012 Ludwig Caluwé, die gedeputeerde van Antwerpen wordt. Caluwé was voorzitter van de CD&V-fractie tot 30 november 2012. |
| Robrecht Bothuyne            | CD&V          | Oost-Vlaanderen | |
| Karin Brouwers               | CD&V          | Vlaams-Brabant  | |
| Lode Ceyssens                | CD&V          | Limburg         | Vervangt vanaf 30 juni 2009 Erika Thijs, die verkiest om gedeputeerde van Limburg te worden. |
| Sonja Claes                  | CD&V          | Limburg         | |
| Griet Coppé                  | CD&V          | West-Vlaanderen | |
| Els Kindt                    | CD&V          | West-Vlaanderen | Vervangt vanaf 1 februari 2012 Carl Decaluwe, die provinciegouverneur van West-Vlaanderen wordt. Decaluwe was ondervoorzitter tot 31 januari 2012. |
| Peter Van Rompuy             | CD&V          | Vlaams-Brabant  | Vervangt vanaf 18 december 2012 Tom Dehaene, die gedeputeerde van Vlaams-Brabant wordt. Dehaene was tot 27 november 2012 voorzitter van de commissie Welzijn, Volksgezondheid, Gezin en Armoedebeleid. |
| Dirk de Kort                 | CD&V          | Antwerpen       | |
| Jos De Meyer                 | CD&V          | Oost-Vlaanderen | Ondervoorzitter en voorzitter van de commissie Landbouw, Visserij en Plattelandsbeleid. |
| Jan Durnez                   | CD&V          | West-Vlaanderen | Vervangt vanaf 13 juli 2009 Yves Leterme, die verkiest om in de Belgische Senaat te blijven zetelen. |
| Martine Fournier             | CD&V          | West-Vlaanderen | |
| Cindy Franssen               | CD&V          | Oost-Vlaanderen | |
| Paul Delva                   | CD&V          | Brussel         | Vervangt vanaf 13 juli 2009 Brigitte Grouwels, die lid wordt van het Brussels Hoofdstedelijk Parlement. |
| Kathleen Helsen              | CD&V          | Antwerpen       | |
| Veerle Heeren                | CD&V          | Limburg         | Secretaris tot 31 januari 2012 en ondervoorzitter vanaf 31 januari 2012. |
| Vera Jans                    | CD&V          | Limburg         | Vervangt vanaf 13 juli 2009 Jo Vandeurzen, minister in de Vlaamse Regering. |
| Ward Kennes                  | CD&V          | Antwerpen       | |
| Jan Laurys                   | CD&V          | Vlaams-Brabant  | |
| Sabine Poleyn                | CD&V          | West-Vlaanderen | Vervangt vanaf 13 juli 2009 Hilde Crevits, minister in de Vlaamse Regering. |
| Tinne Rombouts               | CD&V          | Antwerpen       | |
| Johan Sauwens                | CD&V          | Limburg         | |
| Katrien Schryvers            | CD&V          | Antwerpen       | Vanaf 28 november 2012 voorzitter van de commissie Welzijn, Volksgezondheid, Gezin en Armoedebeleid. |
| Griet Smaers                 | CD&V          | Antwerpen       | |
| Valerie Taeldeman            | CD&V          | Oost-Vlaanderen | Vervangt vanaf 13 juli 2009 Joke Schauvliege, minister in de Vlaamse Regering. |
| Koen Van den Heuvel          | CD&V          | Antwerpen       | Vervangt vanaf 13 juli 2009 Kris Peeters, minister in de Vlaamse Regering. Van den Heuvel is secretaris van 31 januari tot 1 december 2012 en voorzitter van de CD&V-fractie vanaf 1 december 2012. |
| Marc Van De Vijver           | CD&V          | Oost-Vlaanderen | |
| Eric Van Rompuy              | CD&V          | Vlaams-Brabant  | Voorzitter van de commissie Algemeen Beleid, Financiën en Begroting en vanaf 5 december 2012 secretaris. |
| Jan Verfaillie               | CD&V          | West-Vlaanderen | |
| Johan Verstreken             | CD&V          | West-Vlaanderen | |
| Veli Yüksel                  | CD&V          | Oost-Vlaanderen | |
| Ann Brusseel                 | Open Vld      | Brussel         | |
| Karlos Callens               | Open Vld      | West-Vlaanderen | |
| Patricia Ceysens             | Open Vld      | Vlaams-Brabant  | Voorzitter van de commissie Economie, Economisch Overheidsinstrumentarium, Innovatie, Wetenschapsbeleid, Werk en Sociale Economie. |
| Jean-Jacques De Gucht        | Open Vld      | Oost-Vlaanderen | |
| Irina De Knop                | Open Vld      | Vlaams-Brabant  | |
| Marnic De Meulemeester       | Open Vld      | Oost-Vlaanderen | Vanaf 4 december 2013 voorzitter van de commissie Bestuurszaken, Binnenlands Bestuur, Decreetsevaluatie, Inburgering en Toerisme. |
| Annick De Ridder             | Open Vld      | Antwerpen       | Vervangt vanaf 30 juni 2009 Dirk Sterckx, die verkiest om in het Europees Parlement te blijven zetelen. De Ridder maakt vanaf 26 november 2013 deel uit van de N-VA-fractie en was tot 3 december 2013 voorzitter van de commissie Bestuurszaken, Binnenlands Bestuur, Decreetsevaluatie, Inburgering en Toerisme. |
| Gwenny De Vroe               | Open Vld      | Vlaams-Brabant  | |
| Peter Gysbrechts             | Open Vld      | Antwerpen       | Vervangt vanaf 30 juni 2009 Bart Somers, die verkiest om in de Kamer van volksvertegenwoordigers te blijven zetelen. |
| Marino Keulen                | Open Vld      | Limburg         | Secretaris. |
| Egbert Lachaert              | Open Vld      | Oost-Vlaanderen | Vervangt vanaf 25 september 2013 Filip Anthuenis, die het mandaat van Vlaams Parlementslid niet langer wil cumuleren met het burgemeesterschap van Lokeren. |
| Fientje Moerman              | Open Vld      | Oost-Vlaanderen | |
| Lydia Peeters                | Open Vld      | Limburg         | |
| Jo De Ro                     | Open Vld      | Vlaams-Brabant  | Vervangt vanaf 9 januari 2013 Herman Schueremans, die de nationale politiek verlaat. |
| Bart Tommelein               | Open Vld      | West-Vlaanderen | Voorzitter van de Open Vld-fractie vanaf 16 september 2013. |
| Vera Van der Borght          | Open Vld      | Oost-Vlaanderen | |
| Marleen Vanderpoorten        | Open Vld      | Antwerpen       | |
| Dirk Van Mechelen            | Open Vld      | Antwerpen       | Ondervoorzitter. |
| Sas van Rouveroij            | Open Vld      | Oost-Vlaanderen | Voorzitter van de Open Vld-fractie van 26 april 2011 tot 15 september 2013. |
| Mercedes Van Volcem          | Open Vld      | West-Vlaanderen | |
| Khadija Zamouri              | Open Vld      | Brussel         | Vervangt vanaf 6 juli 2011 Sven Gatz, die de nationale politiek verlaat. Gatz was voorzitter van de Open Vld-fractie tot 26 april 2011. |
| Filip Dewinter               | Vlaams Belang | Antwerpen       | Voorzitter van de Vlaams Belang-fractie tot 23 april 2012 en ondervoorzitter vanaf 25 april 2012. |
| Agnes Bruyninckx-Vandenhoudt | Vlaams Belang | West-Vlaanderen | |
| Frank Creyelman              | Vlaams Belang | Antwerpen       | Vanaf 5 oktober 2010 voorzitter van de commissie Buitenlands Beleid, Europese Aangelegenheden en Internationale Samenwerking. |
| Johan Deckmyn                | Vlaams Belang | Oost-Vlaanderen | |
| Marijke Dillen               | Vlaams Belang | Antwerpen       | Ondervoorzitter. |
| Pieter Huybrechts            | Vlaams Belang | Antwerpen       | |
| Chris Janssens               | Vlaams Belang | Limburg         | |
| Jan Penris                   | Vlaams Belang | Antwerpen       | Vervangt vanaf 30 juni 2009 Gerolf Annemans, die verkiest om in de Kamer van volksvertegenwoordigers te blijven zetelen. Penris is voorzitter van de commissie Woonbeleid, Stedelijk Beleid en Energie. |
| Katleen Martens              | Vlaams Belang | Limburg         | Vervangt vanaf 30 juni 2009 Annick Ponthier, die verkiest om in de Kamer van volksvertegenwoordigers te blijven zetelen. |
| Stefaan Sintobin             | Vlaams Belang | West-Vlaanderen | Vervangt vanaf 30 juni 2009 Frank Vanhecke, die verkiest om in het Europees Parlement te blijven zetelen. |
| Felix Strackx                | Vlaams Belang | Vlaams-Brabant  | |
| Erik Tack                    | Vlaams Belang | Oost-Vlaanderen | Vervangt vanaf 30 juni 2009 Guy D'haeseleer, die verkiest om in de Kamer van volksvertegenwoordigers te blijven zetelen. |
| Marleen Van den Eynde        | Vlaams Belang | Antwerpen       | Vervangt vanaf 30 juni 2009 Bruno Valkeniers, die verkiest om in de Kamer van volksvertegenwoordigers te blijven zetelen. |
| Wim Van Dijck                | Vlaams Belang | Vlaams-Brabant  | Vervangt vanaf 13 oktober 2010 An Michiels, die de nationale politiek verlaat. |
| Joris Van Hauthem            | Vlaams Belang | Vlaams-Brabant  | Ondervoorzitter tot 24 april 2012 en voorzitter van de Vlaams Belang-fractie vanaf 24 april 2012. |
| Karim Van Overmeire          | Vlaams Belang | Oost-Vlaanderen | Zetelde van 18 augustus 2010 tot 31 augustus 2011 als onafhankelijke en maakt vanaf 31 augustus 2011 deel uit van de N-VA-fractie. Van Overmeire was tot 26 september 2010 voorzitter van de commissie Buitenlands Beleid, Europese Aangelegenheden en Internationale Samenwerking.                                |
| Christian Verougstraete      | Vlaams Belang | West-Vlaanderen | |
| Wim Wienen                   | Vlaams Belang | Antwerpen       | Vervangt vanaf 30 juni 2009 Anke Van dermeersch, die verkiest om de Belgische Senaat te blijven zetelen. |
| Erik Arckens                 | Vlaams Belang | Brussel         | Vervangt vanaf 30 juni 2009 Johan Demol, die verkiest om in het Brussels Hoofdstedelijk Parlement te blijven zetelen. Zetelt vanaf 20 juli 2011 als onafhankelijke. |
| Gerda Van Steenberge         | Vlaams Belang | Oost-Vlaanderen | Zetelt vanaf 11 juli 2012 als onafhankelijke. |
| Linda Vissers                | Vlaams Belang | Limburg         | Zetelt vanaf 6 januari 2014 als onafhankelijke. |
| Jurgen Vanlerberghe          | sp.a          | West-Vlaanderen | Vervangt vanaf 7 december 2011 John Crombez, staatssecretaris in de Federale Regering. Crombez was voorzitter van de sp.a-fractie van 6 juni 2010 tot 4 december 2011. |
| Kathleen Deckx               | sp.a          | Antwerpen       | |
| Philippe De Coene            | sp.a          | West-Vlaanderen | Voorzitter van de commissie Cultuur, Jeugd, Sport en Media. |
| Kurt De Loor                 | sp.a          | Oost-Vlaanderen | |
| Mia De Vits                  | sp.a          | Vlaams-Brabant  | Ondervoorzitter. |
| Else De Wachter              | sp.a          | Vlaams-Brabant  | Vervangt vanaf 7 juli 2010 Frank Vandenbroucke, die lid wordt van de Belgische Senaat. |
| Steve D'Hulster              | sp.a          | Antwerpen       | Vervangt vanaf 7 juli 2010 Caroline Gennez, die lid wordt van de Kamer van volksvertegenwoordigers. |
| Michèle Hostekint            | sp.a          | West-Vlaanderen | |
| Yamila Idrissi               | sp.a          | Brussel         | |
| Patrick Janssens             | sp.a          | Antwerpen       | |
| Marcel Logist                | sp.a          | Vlaams-Brabant  | |
| Chokri Mahassine             | sp.a          | Limburg         | |
| Bart Martens                 | sp.a          | Antwerpen       | Vervangt vanaf 30 juni 2009 Kathleen Van Brempt, die lid wordt van het Europees Parlement. Martens is secretaris en voorzitter van de commissie Leefmilieu, Natuur, Ruimtelijke Ordening en Onroerend Erfgoed. |
| Fatma Pehlivan               | sp.a          | Oost-Vlaanderen | |
| Joke Quintens                | sp.a          | Limburg         | Vervangt vanaf 23 september 2013 Ludo Sannen, die de nationale politiek verlaat. Sannen verving van 7 juli 2010 tot 23 september 2013 Peter Vanvelthoven, die lid wordt van de Kamer van volksvertegenwoordigers. Peter Vanvelthoven was voorzitter van de sp.a-fractie van 13 juli 2009 tot 5 juli 2010.          |
| Els Robeyns                  | sp.a          | Limburg         | |
| Bart Van Malderen            | sp.a          | Oost-Vlaanderen | Vervangt vanaf 30 juni 2009 Daniël Termont, die verkiest om het mandaat van Vlaams Parlementslid niet te cumuleren met het burgemeesterschap van Gent. Van Malderen is vanaf 7 december 2011 voorzitter van de sp.a-fractie.                                                                                       |
| Güler Turan                  | sp.a          | Antwerpen       | |
| Jan Roegiers                 | sp.a          | Oost-Vlaanderen | Vervangt vanaf 13 juli 2009 Freya Van den Bossche, minister in de Vlaamse Regering. |
| Jan Peumans                  | N-VA          | Limburg         | Parlementsvoorzitter en voorzitter van de commissie Mobiliteit en Openbare Werken. |
| Wilfried Vandaele            | N-VA          | West-Vlaanderen | Vervangt vanaf 13 juli 2009 Geert Bourgeois, minister in de Vlaamse Regering. |
| Vera Celis                   | N-VA          | Antwerpen       | |
| Bart De Wever                | N-VA          | Antwerpen       | |
| Matthias Diependaele         | N-VA          | Oost-Vlaanderen | Voorzitter van de N-VA-fractie vanaf 1 januari 2013. |
| Piet De Bruyn                | N-VA          | Vlaams-Brabant  | Vervangt vanaf 6 februari 2013 Mark Demesmaeker, die lid wordt van het Europees Parlement. De Bruyn is vanaf 6 februari 2013 voorzitter van de commissie Brussel en de Vlaamse Rand. Zijn voorganger Demesmaeker oefende deze functie uit tot 31 januari 2013.                                                     |
| Tine Eerlingen               | N-VA          | Vlaams-Brabant  | |
| Danielle Godderis-T'Jonck    | N-VA          | West-Vlaanderen | |
| Marc Hendrickx               | N-VA          | Antwerpen       | |
| Liesbeth Homans              | N-VA          | Antwerpen       | |
| Lies Jans                    | N-VA          | Limburg         | |
| Marius Meremans              | N-VA          | Oost-Vlaanderen | Vervangt vanaf 9 januari 2013 Lieven Dehandschutter, die burgemeester van Sint-Niklaas wordt en dit niet wil cumuleren met het mandaat van Vlaams Parlementslid. |
| Willy Segers                 | N-VA          | Vlaams-Brabant  | |
| Helga Stevens                | N-VA          | Oost-Vlaanderen | |
| Kris Van Dijck               | N-VA          | Antwerpen       | Voorzitter van de N-VA-fractie van 13 juli 2009 tot 31 december 2012. |
| Goedele Vermeiren            | N-VA          | Antwerpen       | Vervangt vanaf 7 juli 2010 Sophie De Wit, die lid wordt van de Kamer van volksvertegenwoordigers. |
| Peter Reekmans               | LDD           | Vlaams-Brabant  | Voorzitter van de LDD-fractie vanaf 6 februari 2014. |
| Boudewijn Bouckaert          | LDD           | Oost-Vlaanderen | Voorzitter van de commissie Onderwijs en Gelijke Kansen. |
| Patricia De Waele            | LDD           | Oost-Vlaanderen | |
| Ivan Sabbe                   | LDD           | West-Vlaanderen | Vervangt vanaf 30 juni 2009 Jean-Marie Dedecker, die verkiest om in de Kamer van volksvertegenwoordigers te blijven zetelen. |
| Ulla Werbrouck               | LDD           | West-Vlaanderen | |
| Marc Vanden Bussche          | LDD           | West-Vlaanderen | Maakt vanaf 28 juni 2010 deel uit van de Open Vld-fractie. |
| Lode Vereeck                 | LDD           | Limburg         | Maakt vanaf 6 februari 2014 deel uit van de Open Vld-fractie. Vereeck was tot voorzitter van de LDD-fractie van 13 juli 2009 tot 5 februari 2014. |
| Jurgen Verstrepen            | LDD           | Antwerpen       | Is vanaf 5 juni 2012 geen officieel partijlid meer van LDD, maar blijft toch in de LDD-fractie zetelen. |
| Björn Rzoska                 | Groen!        | Oost-Vlaanderen | Vervangt vanaf 9 januari 2013 Filip Watteeuw, die schepen van Gent wordt en dit niet wil cumuleren met het mandaat van Vlaams Parlementslid. Watteeuw was voorzitter van de Groen!/Groen-fractie van 13 juli 2009 tot 25 november 2012.                                                                            |
| Bart Caron                   | Groen!        | West-Vlaanderen | |
| Elisabeth Meuleman           | Groen!        | Oost-Vlaanderen | Voorzitter van de Groen-fractie vanaf 26 november 2012. |
| Dirk Peeters                 | Groen!        | Antwerpen       | |
| Hermes Sanctorum             | Groen!        | Vlaams-Brabant  | |
| Luckas Vander Taelen         | Groen!        | Brussel         | |
| Mieke Vogels                 | Groen!        | Antwerpen       | |
| Christian Van Eyken          | UF            | Vlaams-Brabant  | |

## Gemeenschapssenatoren
De tien gemeenschapssenatoren die door het Vlaams parlement worden afgevaardigd naar de Senaat op basis van de electorale sterkte van de fracties zijn voor deze legislatuurperiode:
- voor de periode 2009-2010

1. CD&V: Jan Durnez
2. CD&V: Cindy Franssen
3. VB: Joris Van Hauthem
4. VB: Karim Van Overmeire
5. Open Vld: Bart Tommelein
6. Open Vld: Jean-Jacques De Gucht
7. sp.a: John Crombez
8. sp.a: Fatma Pehlivan
9. N-VA: Helga Stevens
10. Groen!: Luckas Vander Taelen

- voor de periode 2010-2014

1. N-VA: Bart De Wever, opgevolgd door Wilfried Vandaele sinds 9 januari 2013
2. N-VA: Helga Stevens
3. N-VA: Liesbeth Homans, opgevolgd door Lies Jans sinds 9 januari 2013
4. CD&V: Jan Durnez, opgevolgd door Johan Verstreken sinds 10 januari 2013
5. CD&V: Cindy Franssen
6. sp.a: Güler Turan, opgevolgd door Fatma Pehlivan sinds 21 december 2011
7. sp.a: Ludo Sannen, opgevolgd door Jan Roegiers sinds 9 oktober 2013
8. Open Vld: Bart Tommelein, opgevolgd door Jean-Jacques De Gucht sinds 10 januari 2013
9. VB: Filip Dewinter
10. Groen: Mieke Vogels

## Politiek bestuur
De installatievergadering van het Vlaams parlement vond plaats op 30 juni 2009. Deze werd voorgezeten door het langstzetelende parlementslid, in casu Johan Sauwens (CD&V). Hij werd bijgestaan door de jongst verkozen parlementsleden, in casu Hermes Sanctorum (Groen) en Jean-Jacques De Gucht (Open Vld).
Het politiek bestuur van het Vlaams parlement bestaat uit een voorzitter, een bureau en een uitgebreid bureau. De verkiezing werd op 30 juni 2009 uitgesteld tot latere datum. Op 13 juli werd het politiek bestuur verkozen.

### Voorzitter
Er was slechts één kandidaat voorzitter, met name Jan Peumans (N-VA).
De voorzitter wordt bijgestaan door een griffier. Dit is sedert 10 mei 2006 Martine Goossens. De griffier is tevens secretaris-generaal van het algemeen secretariaat.

### Bureau
Ludwig Caluwé (CD&V) stelde voor het bureau uit te breiden van 8 naar 10 personen, omdat de regeringscoalitie in het geval van 8 mandaten niet beschikte over een meerderheid in het bureau. Het voorstel werd goedgekeurd.
Volgende parlementsleden waren kandidaat ondervoorzitter: Carl Decaluwe (CD&V), Marijke Dillen (VB), Dirk Van Mechelen (Open Vld), Mia De Vits (sp.a), Jos De Meyer (CD&V) en Joris Van Hauthem (VB).
Volgende parlementsleden waren kandidaat secretaris: Veerle Heeren (CD&V), Marino Keulen (Open Vld) en Bart Martens (sp.a).
Het bureau bestaat uit:
- voorzitter: Jan Peumans (N-VA)
- eerste ondervoorzitter: Veerle Heeren (CD&V)
- tweede ondervoorzitter: Marijke Dillen (VB)
- derde ondervoorzitter: Dirk Van Mechelen (Open Vld)
- vierde ondervoorzitter: Mia De Vits (sp.a)
- vijfde ondervoorzitter: Jos De Meyer (CD&V)
- zesde ondervoorzitter: Joris Van Hauthem (VB)
- eerste secretaris: Eric Van Rompuy (CD&V)
- tweede secretaris: Marino Keulen (Open Vld)
- derde secretaris: Bart Martens (sp.a)

### Uitgebreid bureau
Fractieleiders hebben in het uitgebreid bureau de hoedanigheid van een ondervoorzitter van het Vlaams parlement.
Het uitgebreid bureau bestaat uit:
- voorzitter: Jan Peumans (N-VA)
- eerste ondervoorzitter: Carl Decaluwe (CD&V), wordt in 2012 vervangen door Veerle Heeren
- tweede ondervoorzitter: Marijke Dillen (VB)
- derde ondervoorzitter: Dirk Van Mechelen (Open Vld)
- vierde ondervoorzitter: Mia De Vits (sp.a)
- vijfde ondervoorzitter: Jos De Meyer (CD&V)
- zesde ondervoorzitter: Joris Van Hauthem (VB), wordt in 2012 vervangen door Filip Dewinter
- eerste secretaris: Veerle Heeren (CD&V), wordt in 2012 vervangen door Eric Van Rompuy
- tweede secretaris: Marino Keulen (Open Vld)
- derde secretaris: Bart Martens (sp.a)
- fractieleider CD&V: Ludwig Caluwé op 1 december 2012 opgevolgd door Koen Van den Heuvel
- fractieleider Vlaams Belang: Filip Dewinter op 24 april 2012 opgevolgd door Joris Van Hauthem
- fractieleider Open Vld: Sven Gatz, op 26 april 2011 opgevolgd door Sas Van Rouveroij, op zijn beurt op 16 september 2013 opgevolgd door Bart Tommelein
- fractieleider sp.a: Peter Vanvelthoven op 6 juli 2010 opgevolgd door John Crombez, op zijn beurt op 7 december 2011 opgevolgd door Bart Van Malderen
- fractieleider LDD: Lode Vereeck op 6 februari 2014 opgevolgd door Peter Reekmans
- fractieleider N-VA: Kris Van Dijck op 1 januari 2013 opgevolgd door Matthias Diependaele
- fractieleider Groen: Filip Watteeuw op 26 november 2012 opgevolgd door Elisabeth Meuleman

## Commissies
De samenstelling van de commissies gebeurt op basis van politieke verhoudingen en werd besloten op 9 september 2009. De verdeling van de voorzittersmandaten is als volgt:
- CD&V: 3 mandaten, Eric Van Rompuy algemeen beleid, financiën en begroting; Katrien Schryvers (tot eind 2012 Tom Dehaene) welzijn, volksgezondheid en gezin; Jos De Meyer commissie landbouw, plattelandsbeleid en visserij
- VB: 2 mandaten, Jan Penris wonen en energie; Frank Creyelman Buitenlands beleid, Europese Aangelegenheden en Internationale Samenwerking (volgde Karim Van Overmeire op)
- Open Vld: 2 mandaten, Patricia Ceysens werk en economie; Marnic De Meulemeester bestuurzaken en binnenlands bestuur (volgde in november 2013 Annick De Ridder op na haar overstap naar N-VA)
- sp.a: 2 mandaten, Bart Martens leefmilieu en natuur; Philippe De Coene cultuur, jeugd, sport en media
- N-VA: 2 mandaten, Piet De Bruyn Brussel en de Vlaamse Rand (volgde Mark Demesmaeker op); Jan Peumans mobiliteit en openbare werken
- LDD: 1 mandaat: Boudewijn Bouckaert Onderwijs en Gelijke Kansen

De actuele samenstelling van de commissies kan worden geraadpleegd op de website van het Vlaams Parlement.
Het Vlaams parlement kent momenteel de volgende commissies:

### Vaste commissies
- Commissie voor Algemeen Beleid, Financiën en Begroting (sedert 06-07-1999)
  - Subcommissie voor Financiën en Begroting (sedert 04-07-1995)
- Commissie voor Binnenlandse Aangelegenheden, Bestuurszaken, Institutionele en Bestuurlijke Hervorming en Decreetsevaluatie (sedert 27-09-2004)
- Commissie voor Brussel en de Vlaamse Rand (sedert 06-07-1999)
- Commissie voor Buitenlands Beleid, Europese Aangelegenheden, Internationale Samenwerking, Toerisme en Wapenhandel (sedert 06-10-2004)
- Commissie voor Cultuur, Jeugd, Sport en Media (sedert 27-09-2004)
- Commissie voor Economie, Werk en Sociale Economie (sedert 27-09-2004)
- Commissie voor Leefmilieu en Natuur en Ruimtelijke Ordening en Onroerend Erfgoed (sedert 27-09-2004)
- commissie voor Landbouw, Visserij en Plattelandsbeleid (sedert 27-09-2004)
- Commissie voor Onderwijs, Vorming, Wetenschap en Innovatie (sedert 27-09-2004)
- Commissie voor Openbare Werken, Mobiliteit en Energie (sedert 06-07-1999)
- Commissie voor Welzijn, Volksgezondheid en Gezin (sedert 27-09-2004)
- Commissie voor Wonen, Stedelijk Beleid, Inburgering en Gelijke Kansen (sedert 27-09-2004)
- Commissie Energiearmoede (sedert 05-10-2005)
- Commissie Wonen en Zorg (sedert 08-07-2008)

### Bijzondere commissies
- Commissie voor Reglement en Samenwerking (sedert 04-07-1995)
- Deontologische Commissie (sedert 18-12-1997)
- Controlecommissie voor Regeringsmededelingen (sedert 18-02-2004)
- Vlaamse Controlecommissie voor de Verkiezingsuitgaven (sedert 27-09-2004)
- Vlaamse Opvolgingscommissie voor de Vermogens- en Mandatenaangifte (sedert 15-06-2005)
- Commissie Vlaamse Grondwet (sedert 19-10-2005)
- Commissie voor de Vervolgingen (sedert 04-07-1995)
- Interparlementaire Commissie van de Nederlandse Taalunie (sedert 31-03-1983)
- Raadgevende Interparlementaire Beneluxraad (sedert 04-07-1995)

## Wetgeving
Tijdens de legislatuur 2009-2014 werden de volgende aantallen decreten aangenomen:
- 6 voorstellen van bijzonder decreet
- 96 voorstellen van decreet
- 1 ontwerp van bijzonder decreet
- 406 ontwerpen van decreet

## Legende
- CD&V: Christen-Democratisch en Vlaams
- N-VA: Nieuw-Vlaamse Alliantie
- Open Vld: Open Vlaamse Liberalen en Democraten
- sp.a: Socialistische Partij Anders
- VB: Vlaams Belang
- LDD: Libertair, Direct, Democratisch
- SLP: Sociaal-Liberale Partij
- Groen
- UF: Union des Francophones
- PVDA+: Partij van de Arbeid van België Plus
- LSP: Links Socialistische Partij
- CAP: Comité voor een Andere Politiek
- VCD: Vrije Christen Democraten
- BUB: Belgische Unie/Union Belgique